# Рододендрон гренландский
Рододе́ндрон гренла́ндский (лат. Rhododendron groenlandicum) — вид низких кустарников из рода Рододендрон семейства Вересковые.
Ранее вид относили к роду Ledum (Багульник) и его правильным названием было Ledum groenlandicum Oeder (1771) (Багульник гренландский), в русскоязычной литературе вид в большей степени известен именно под этим названием.

## Ареал
Вид распространён по всей Арктике. В Европе он доходит до Альп, а в Северной Америке его ареал простирается до севера Пенсильвании, Огайо и Нью-Джерси на востоке и Орегона на западе. Он растёт на болотах и на влажных побережьях, а иногда и на скалистых склонах Альп.

## Описание
Кустарник высотой около полуметра (редко до 2 м) с вечнозелёными листьями 20—60 мм длиной и 3—15 мм шириной. Листья морщинистые сверху, снизу густо опушены волосками окрашенными от белого до красно-коричневого цвета, волнистые по краям. Крошечные белые цветы собраны в полусферические соцветия и очень ароматные.

## Применение
- Используется в фитотерапии.

## В культуре
В условиях Нижегородской области зимостоек. Семена вызревают.